# Typhaeus typhoeoides
Typhaeus typhoeoides là một loài bọ cánh cứng trong họ Geotrupidae. Loài này được Fairmaire miêu tả khoa học năm 1852.